# Torre de Cal Rei
La Torre de Cal Rei és una masia fortificada o casa forta situada enmig d'un bosc al veïnat de Campdàsens (Camp d'Ases), en un altiplà que s'estén a ponent de la població de Pontons, sota la serra d'Ancosa. La torre de Cal Reis és d'origen medieval, aproximadament dels segles XII o XIII. És un edifici declarat bé cultural d'interès nacional.

## Descripció
La torre està situada al mig d'un petit bosquet a la part alta de Pontons, sota la serra d'Ancosa. És de planta quadrangular, de 8,05 m x 8,53 m., una alçada actual d'uns 10 a 11 m. i un gruix de mur de 0,92 m, dividida en tres crugies per una paret i una arcada diafragma. Hi ha restes dels pisos, amb portes adovellades i finestres de llinda. Té accés únic per una porta adovellada. Als angles de la torre hi ha carreus de pedra grans i regulars. Hi ha altres construccions similars a prop, però de menor qualitat constructiva.
Està dividida en dos cossos per un mur interior en el qual s'obren tres portes una a cada planta. Les dues superiors adovellades en arc de mig punt. La porta principal, situada a la façana oriental, és acabada en arc de mig punt format per vuit dovelles. Aquest mur transversal defineix dos àmbits. Un de septentrional, amb una amplada de 2,19 m i un de meridional, amb una amplada de 3,75 m. Ran de terra, diverses espitlleres que són més nombroses al pis principal, a 3,30 m del sòl i al pis superior, a 5 m del sòl. A la façana est, sobre la porta principal, hi havia una finestra acabada amb un arc apuntat format per una llinda monolítica (que actualment ha estat arrencada).
Els carreus són de mida mitjana (per exemple, 15 cm d'alt × 25 cm de llarg); les pedres més ben treballades, de color més rogenc, les trobem als caires de l'edifici. El morter és molt terrós.

## Història
Malauradament no es disposa de notícies històriques sobre els orígens d'aquesta fortalesa. Tanmateix, cal dir que estava inclosa dins el terme del castell de Pontons, documentat des del segle x. Per les restes conservades, sembla que l'edifici, abans de convertir-se en masia, fou residència de cavallers.
Aquesta construcció sembla que pot ésser datada cap al final del segle xii o al segle xiii. En principi, cal pensar que és un edifici destinat a membres de la petita noblesa o d'una pagesia molt rica. L'existència de nombroses espitlleres, de tres portes amb dovelles ben escairades, de finestretes, de murs fets amb carreus i, en especial, el fet que hi hagi tres plantes fa que aquest edifici sigui molt més proper a les cases fortes o, fins i tot, als castells de l'època que no pas a les cases pageses. Establint comparacions, les característiques d'una casa forta («hospitium») d'un cavaller del Perigord occità, formada per una sala, dues cambres, una cuina, un celler, un rebost i un estable a peu pla, no eren pas gaire diferents de les que devia tenir la torre de Cal Rei de Pontons. Cal pensar que, de bell antuvi, aquesta torre i les altres que hi ha prop seu, eren habitatges de cavallers; no degué ésser fins cap al segle xv que foren habitades per pagesos. Es prou sabut que al final del segle xv s'extingiren en bona part de l'Europa occidental nombrosos llinatges de cavallers.